# Gentianella dianthoides
Gentianella dianthoides là một loài thực vật có hoa trong họ Long đởm. Loài này được (Kunth) Fabris ex J.S.Pringle mô tả khoa học đầu tiên năm 1986.